# 吉川勝久
吉川 勝久（よしかわ かつひさ、1945年8月2日 - ）は、日本の経営者。近畿日本ツーリスト社長を務めた。

## 来歴・人物
奈良県出身。1968年に京都大学経済学部を卒業し、同年に近畿日本鉄道に入社。2005年6月に専務を経て、2007年6月に副社長に就任し、2008年3月には社長に就任。2013年1月には会長に就任。